# Raïon de Kalynivka
Le raïon de Kalynivka (ukrainien : Калинівський район) est une subdivision administrative de l'oblast de Vinnytsia, dans l'ouest de l'Ukraine. Son centre administratif est la ville de Kalynivka.

## Villages
- Houchtchyntsi